# Hermann Engelhard
Hermann Engelhard   (Darmstadt, 21 de juny de 1903 - Darmstadt, 6 de gener de 1984) va ser un atleta alemany, especialista en curses de velocitat i mig fons, que va competir durant les dècades de 1920 i 1930.
El 1928 va prendre part en els Jocs Olímpics d'Amsterdam, on va disputar dues proves del programa d'atletisme. Va guanyar la medalla de plata en els 4x400 metres relleus, formant equip amb Otto Neumann, Harry Storz i Richard Krebs. En els 800 metres guanyà la medalla de bronze, rere Douglas Lowe i Erik Byléhn.

## Millors marques
- 400 metres llisos. 47.6" (1928), Rècord d'Europa
- 800 metres llisos. 1' 51.8" (1928)[1][2]